# Indiana Fever
Indiana Fever – kobiecy klub koszykarski z siedzibą w Indianapolis, w stanie Indiana, grający w lidze WNBA. Drużyna jest żeńskim odpowiednikiem miejscowego zespołu Indiana Pacers. Swoje mecze rozgrywają na Conseco Fieldhouse. W lidze WNBA pojawiły się w 2000 roku. Klub zdobył mistrzostwo WNBA w 2012 roku.

## Wyniki sezon po sezonie
| Sezon           | Zespół          | Konferencja     | Konferencja     | Sezon regularny | Sezon regularny | Sezon regularny | Rezultaty play-off | Trener                    |
| Sezon           | Zespół          | Konferencja     | Konferencja     | W               | P               | %               | Rezultaty play-off | Trener                    |
| --------------- | --------------- | --------------- | --------------- | --------------- | --------------- | --------------- | --- | ------------------------- |
| 2000            | 2000            | Wschodnia       | 7               | 9               | 23              | 28,1            | brak kwalifikacji | Anne Donovan              |
| 2001            | 2001            | Wschodnia       | 6               | 10              | 22              | 31,3            | brak kwalifikacji | Nell Fortner              |
| 2002            | 2002            | Wschodnia       | 4               | 16              | 16              | 50              | Przegrana w półfinale konferencji (New York, 1–2)                                                                                     | Nell Fortner              |
| 2003            | 2003            | Wschodnia       | 5               | 16              | 18              | 47,1            | brak kwalifikacji | Nell Fortner              |
| 2004            | 2004            | Wschodnia       | 6               | 15              | 19              | 44,1            | brak kwalifikacji | Brian Winters             |
| 2005            | 2005            | Wschodnia       | 2               | 21              | 13              | 61,8            | Wygrana w półfinale konferencji (New York, 2–0) Przegrana w finale konferencji (Connecticut, 0–2)                                     | Brian Winters             |
| 2006            | 2006            | Wschodnia       | 3               | 21              | 13              | 61,8            | Przegrana w półfinale konferencji (Detroit, 0–2)                                                                                      | Brian Winters             |
| 2007            | 2007            | Wschodnia       | 2               | 21              | 13              | 61,8            | Wygrana w półfinale konferencji (Connecticut, 2–1) Przegrana w finale konferencji (Detroit, 1–2)                                      | Brian Winters             |
| 2008            | 2008            | Wschodnia       | 4               | 17              | 17              | 50              | Przegrana w półfinale konferencji (Detroit, 1–2)                                                                                      | Lin Dunn                  |
| 2009            | 2009            | Wschodnia       | 1               | 22              | 12              | 64,7            | Wygrana w półfinale konferencji (Washington, 2–0) Wygrana w finale konferencji (Detroit, 2–1) Przegrana w finale WNBA (Phoenix, 2–3)  | Lin Dunn                  |
| 2010            | 2010            | Wschodnia       | 3               | 21              | 13              | 61,8            | Przegrana w półfinale konferencji (New York, 1–2)                                                                                     | Lin Dunn                  |
| 2011            | 2011            | Wschodnia       | 1               | 21              | 13              | 61,8            | Wygrana w półfinale konferencji (New York, 2–1) Przegrana w finale konferencji (Atlanta, 1–2)                                         | Lin Dunn                  |
| 2012            | 2012            | Wschodnia       | 2               | 22              | 12              | 64,7            | Wygrana w półfinale konferencji (Atlanta, 2–1) Wygrana w finale konferencji (Connecticut, 2–1) Wygrana w finale WNBA (Minnesota, 3–1) | Lin Dunn                  |
| 2013            | 2013            | Wschodnia       | 4               | 16              | 18              | 47,1            | Wygrana w półfinale konferencji (Chicago, 2–0) Przegrana w finale konferencji (Atlanta, 0–2)                                          | Lin Dunn                  |
| 2014            | 2014            | Wschodnia       | 2               | 16              | 18              | 47,1            | Wygrana w półfinale konferencji (Washington, 2–0) Przegrana w finale konferencji (Chicago, 1–2)                                       | Lin Dunn                  |
| 2015            | 2015            | Wschodnia       | 3               | 20              | 14              | 58,8            | Wygrana w półfinale konferencji (Chicago, 2–1) Wygrana w finale konferencji (New York, 2–1) Przegrana w finale WNBA (Minnesota, 2–3)  | Stephanie White           |
| 2016            | 2016            | Wschodnia       | 3               | 17              | 17              | 50              | Przegrana w I rundzie (Phoenix, 0–1)                                                                                                  | Stephanie White           |
| Sezon regularny | Sezon regularny | Sezon regularny | Sezon regularny | 301             | 271             | 52,6            | 3 mistrzostwa konferencji | 3 mistrzostwa konferencji |
| Play-off        | Play-off        | Play-off        | Play-off        | 35              | 33              | 51,5            | 1 mistrzostwa WNBA | 1 mistrzostwa WNBA        |

## Statystyki
| Sezon | Indywidualne        | Indywidualne         | Indywidualne       | Zespół vs przeciwnik | Zespół vs przeciwnik | Zespół vs przeciwnik |
| Sezon | Śr. punktów         | Śr. zbiórek          | Śr. asyst          | Śr. punktów          | Śr. zbiórek          | % z gry              |
| ----- | ------------------- | -------------------- | ------------------ | -------------------- | -------------------- | -------------------- |
| 2000  | K. Wolters (11,9)   | K. Wolters (5,3)     | R. Williams (3,2)  | 69,2 vs 71,6         | 29,1 vs 29,8         | 43,3 vs 44,9         |
| 2001  | R. Williams (11,9)  | J. Streimikyte (5,1) | R. Williams (3,6)  | 67,3 vs 70,3         | 29,2 vs 30,2         | 41,8 vs 44,9         |
| 2002  | T. Catchings (18,6) | T. Catchings (8,6)   | T. Catchings (3,7) | 65,5 vs 66,5         | 29,6 vs 29,1         | 40,1 vs 44,2         |
| 2003  | T. Catchings (19,7) | T. Catchings (8)     | T. Catchings (3,4) | 68,7 vs 68,3         | 29,1 vs 29           | 41,7 vs 43,9         |
| 2004  | T. Catchings (16,7) | T. Catchings (7,3)   | T. Catchings (3,4) | 64,6 vs 66           | 32,4 vs 28,5         | 39,3 vs 43,1         |
| 2005  | T. Catchings (14,7) | T. Catchings (7,8)   | T. Catchings (4,2) | 63,8 vs 62,7         | 29,8 vs 29,1         | 40 vs 43,1           |
| 2006  | T. Catchings (16,3) | T. Catchings (7,5)   | T. Catchings (3,7) | 71,6 vs 68,1         | 32,2 vs 31,2         | 40,7 vs 43,2         |
| 2007  | T. Catchings (16,6) | T. Catchings (9)     | T. Catchings (4,7) | 72,9 vs 69,7         | 33,9 vs 34,2         | 41,9 vs 40,2         |
| 2008  | K. Douglas (15,6)   | E. Hoffman (7,8)     | T. Catchings (3,3) | 72,7 vs 72,3         | 33,1 vs 34,4         | 40,2 vs 41,9         |
| 2009  | K. Douglas (17,6)   | T. Catchings (7,2)   | T. Catchings (3,1) | 76,6 vs 73,6         | 33 vs 34,3           | 40,2 vs 42,9         |
| 2010  | T. Catchings (18,2) | T. Catchings (7,1)   | T. Catchings (4)   | 78,3 vs 74,1         | 32,5 vs 33           | 43,8 vs 41,6         |
| 2011  | T. Catchings (15,5) | T. Catchings (7,1)   | T. Catchings (3,5) | 77,7 vs 73,8         | 31,6 vs 33,4         | 44,3 vs 42,4         |
| 2012  | T. Catchings (17,4) | T. Catchings (7,6)   | B. January (3,9)   | 78,3 vs 72,3         | 32,2 vs 34,4         | 41,8 vs 42,9         |
| 2013  | T. Catchings (17,7) | E. Larkins (7,8)     | B. January (3,7)   | 70,8 vs 70,5         | 32 vs 33,6           | 39,3 vs 43,7         |
| 2014  | T. Catchings (16,1) | E. Larkins (9,2)     | B. January (3,7)   | 74,1 vs 75,1         | 32,3 vs 31,9         | 41,8 vs 44,3         |
| 2015  | T. Catchings (13,1) | T. Catchings (7,1)   | B. January (3,4)   | 77,7 vs 75,8         | 32,4 vs 32,8         | 42,4 vs 44           |

## Uczestniczki meczu gwiazd
- 2001: Rita Williams
- 2002: Tamika Catchings
- 2003: Tamika Catchings, Natalie Williams
- 2004: Natalie Williams
- 2005: Tamika Catchings
- 2006: Tamika Catchings, Tamika Whitmore
- 2007: Tamika Catchings, Anna DeForge, Tammy Sutton-Brown
- 2009: Tamika Catchings, Katie Douglas
- 2010: Tamika Catchings, Katie Douglas
- 2011: Tamika Catchings, Katie Douglas
- 2013: Tamika Catchings, Shavonte Zellous
- 2014: Tamika Catchings, Briann January
- 2015: Tamika Catchings, Marissa Coleman

## Olimpijki
- 2000: Kara Wolters
- 2004: Tamika Catchings
- 2008: Tamika Catchings
- 2012: Tamika Catchings
- 2016: Tamika Catchings, Natalie Achonwa

## Nagrody i wyróżnienia
- 2002 Debiutantka Roku: Tamika Catchings
- 2002 I skład WNBA: Tamika Catchings
- 2003 I skład WNBA: Tamika Catchings
- 2004 II skład WNBA: Tamika Catchings
- 2004 Największy Postęp WNBA: Kelly Miller
- 2005 II skład WNBA: Tamika Catchings
- 2005 Defensywna Zawodniczka Roku: Tamika Catchings
- 2005 I skład defensywny WNBA: Tamika Catchings
- 2005 I skład defensywny WNBA: Tully Bevilaqua
- 2005 I skład debiutantek WNBA: Tan White
- 2006 WNBA All-Decade Team: Tamika Catchings
- 2006 I skład WNBA: Tamika Catchings
- 2006 Defensywna Zawodniczka Roku: Tamika Catchings
- 2006 I skład defensywny WNBA: Tamika Catchings
- 2006 I skład defensywny WNBA: Tully Bevilaqua
- 2007 II skład WNBA: Tamika Catchings
- 2007 Kim Perrot Sportsmanship Award: Tully Bevilaqua
- 2007 I skład defensywny WNBA: Tamika Catchings
- 2007 II skład defensywny WNBA: Tully Bevilaqua
- 2008 Największy Postęp WNBA: Ebony Hoffman
- 2008 I skład defensywny WNBA: Tamika Catchings
- 2008 I skład defensywny WNBA: Tully Bevilaqua
- 2009 I skład WNBA: Tamika Catchings
- 2009 II skład WNBA: Katie Douglas
- 2009 Defensywna Zawodniczka Roku: Tamika Catchings
- 2009 I skład defensywny WNBA: Tamika Catchings
- 2009 I skład defensywny WNBA: Tully Bevilaqua
- 2010 I skład WNBA: Tamika Catchings
- 2010 II skład WNBA: Katie Douglas
- 2010 Defensywna Zawodniczka Roku: Tamika Catchings
- 2010 Kim Perrot Sportsmanship Award: Tamika Catchings
- 2010 I skład defensywny WNBA: Tamika Catchings
- 2010 II skład defensywny WNBA: Tully Bevilaqua
- 2010 II skład defensywny WNBA: Katie Douglas
- 2011 MVP WNBA: Tamika Catchings
- 2011 I skład WNBA: Tamika Catchings
- 2011 I skład defensywny WNBA: Tamika Catchings
- 2011 II skład defensywny WNBA: Katie Douglas
- 2012 MVP finałów WNBA: Tamika Catchings
- 2012 Defensywna Zawodniczka Roku: Tamika Catchings
- 2012 I skład WNBA: Tamika Catchings
- 2012 I skład defensywny WNBA: Tamika Catchings
- 2012 I skład defensywny WNBA: Briann January
- 2013 Największy Postęp WNBA: Shavonte Zellous
- 2013 Kim Perrot Sportsmanship Award: Tamika Catchings
- 2013 II skład WNBA: Tamika Catchings
- 2013 I skład defensywny WNBA: Tamika Catchings
- 2013 II skład defensywny WNBA: Briann January
- 2014 I skład defensywny WNBA: Briann January
- 2014 II skład defensywny WNBA: Tamika Catchings
- 2015 I skład debiutantek WNBA: Natalie Achonwa
- 2015 I skład defensywny WNBA: Tamika Catchings
- 2015 I skład defensywny WNBA: Briann January
- 2015 II skład WNBA: Tamika Catchings
- 2016 Kim Perrot Sportsmanship Award: Tamika Catchings
- 2016 I skład defensywny WNBA: Briann January
- 2016 II skład defensywny WNBA: Tamika Catchings
- 2016 I skład debiutantek WNBA: Tiffany Mitchell

## Wybory draftu
- 2000 Expansion Draft: Gordana Grubin (1), Sandy Brondello (8), Nyree Roberts (9), Kara Wolters (16), Rita Williams (17), Chantel Tremitiere (24)
- 2000: Jurgita Streimikyte (26), Usha Gilmore (42), Latina Davis (50), Renee Robinson (58)
- 2001: Tamika Catchings (3), Kelly Schumacher (14), Niele Ivey (19), Marlene Williams (35), April Brown (51)
- 2002: Tawana McDonald (13), Zuzi Klimesova (17), Kelly Komara (34), LaKeisha Taylor (49), Jillian Danker (52)
- 2003 Miami/Portland Dispersal Draft: Sylvia Crawley (7)
- 2003: Gwen Jackson (6), DeTrina White (20), Ashley McElhiney (35)
- 2004 Cleveland Dispersal Draft: Deanna Jackson (5)
- 2004: Ebony Hoffman (9), Ieva Kublina (31)
- 2005: Tan White (2), Yolanda Paige (16), Ashley Earley (29)
- 2006: La'Tangela Atkinson (9), Kasha Terry (26), Jessica Foley (38), Marina Kuzina (40)
- 2007 Charlotte Dispersal Draft: wybór zwolniony
- 2007: Alison Bales (9), Lyndsey Medders (22), Ashley Key (35)
- 2008: Khadijah Whittington (26)
- 2009 Houston Dispersal Draft: wybór zwolniony
- 2009: Briann January (6), Christina Wirth (19), Danielle Campbell (32)
- 2010 Sacramento Dispersal Draft: wybór zwolniony
- 2010: Jene Morris (11), Armelie Lumanu (23), Joy Cheek (35)
- 2011: Jeanette Pohlen (9), Jori Davis (33)
- 2012: Sasha Goodlett (11), Courtney Hurt (34)
- 2014: Natasha Howard (5), Natalie Achonwa (9), Haiden Palmer (29)
- 2015: Chelsea Gardner (21)
- 2016: Tiffany Mitchell (9), Brene Moseley (21), Julie Allemand (33)

## Sztab trenerski i zarządzający

### Trenerzy

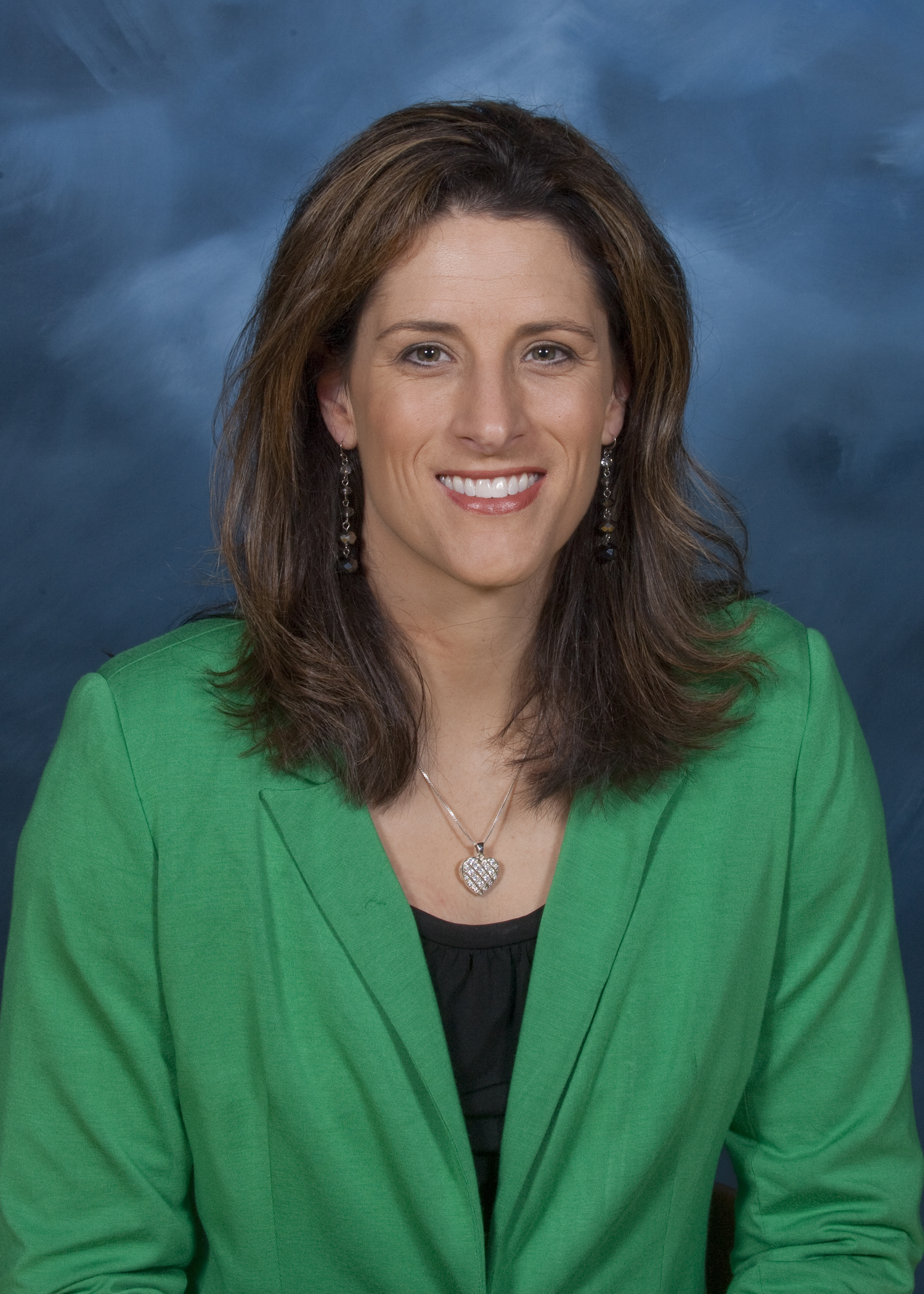
Trenerka Stephanie White.

| Trener          | Początek         | Koniec               | Sezony | Sezon regularny | Sezon regularny | Sezon regularny | Sezon regularny | Play-off | Play-off | Play-off | Play-off |
| Trener          | Początek         | Koniec               | Sezony | W               | P               | %               | Gry             | W        | P        | %        | Gry      |
| --------------- | ---------------- | -------------------- | ------ | --------------- | --------------- | --------------- | --------------- | -------- | -------- | -------- | -------- |
| Anne Donovan    | 17 sierpnia 1999 | koniec 2000 roku     | 1      | 9               | 23              | 28,1            | 32              | 0        | 0        | 0        | 0        |
| Nell Fortner    | 17 sierpnia 1999 | 26 września 2003     | 3      | 42              | 56              | 42,9            | 98              | 1        | 2        | 33,3     | 3        |
| Brian Winters   | 11 grudnia 2003  | 26 października 2007 | 4      | 78              | 58              | 57,4            | 136             | 5        | 7        | 41,7     | 12       |
| Lin Dunn        | 12 grudnia 2007  | koniec 2014 roku     | 7      | 135             | 103             | 56,7            | 238             | 23       | 18       | 56,1     | 41       |
| Stephanie White | 23 września 2014 | koniec 2016 roku     | 2      | 37              | 31              | 54,4            | 68              | 6        | 6        | 50       | 12       |

### Właściciele
- Herb i Melvin Simon, właściciel Indiana Pacers (2000–2009)
- Herb Simon, właściciel Indiana Pacers (od 2010)

### Generalni menadżerowie
- Nell Fortner (2000–2003)
- Kelly Krauskopf (od 2004)

### Asystenci trenerów
- Shelley Patterson (2000–2003)
- Julie Plank (2000–2007)
- Lin Dunn (2004–2007)
- Jim Lewis (2008–2010)
- Gary Kloppenburg (2008–2011, od 2015)
- Stephanie White (2011–2014)
- Mickie DeMoss (2012–2013)
- Sylvia Crawley (2014)
- Gail Goestenkors (2015)
- Steven Key (od 2016)